# Estádio Benito Stirpe
O Estádio Benito Stirpe, também conhecido pelo nome comercial PSC Arena, é um estádio multiuso localizado na comuna de Frosinone, na província homônima, região de Lácio, na Itália. A praça esportiva, usada principalmente para o futebol, pertencente ao Frosinone Calcio, foi inaugurada em 28 de setembro de 2017 e tem capacidade aproximada para 16 227 espectadores.
O estádio Benito Stirpe de Frosinone é, em ordem cronológica, o terceiro estádio moderno sob a gestão e propriedade total de um clube de futebol em Itália. Também é o quarto estádio próprio na Itália, depois do Mapei Stadium em Reggio Emilia, do Allianz Stadium em Turim e do Dacia Arena em Údine, e custou cerca de 20 milhões de Euros. Leva o nome de Benito Stirpe, empresário e presidente do Frosinone na década de 1960.

## História
O estádio Benito Stirpe foi inaugurado em 2017, após um período de construção que durou mais de 30 anos. Substituiu o antigo estádio de Frosinone, o estádio Matusa. Os primeiros planos para um novo estádio para a cidade de Frosinone foram feitos na década de 1970, mas demoraram a transformar-se em obras efetivas. Na década de 1980, com a perspetiva do Copa do Mundo de 1990, foram iniciadas as obras de construção de uma arquibancada principal de concreto, mas logo foram interrompidas devido a dificuldades financeiras. As obras foram retomadas na década de 1990, quando foi acrescentada uma cobertura à arquibancada, mas não avançaram mais. Nas duas décadas seguintes, os planos para retomar as obras ressurgiram em intervalos regulares, mas só saíram do papel quando o Frosinone foi promovido à Série A em 2015. As obras recomeçaram em 2015 e, para acelerar a conclusão, consistiram maioritariamente em elementos tubulares pré-fabricados. A arquibancada principal foi amplamente renovada. O estádio foi oficialmente inaugurado em 28 de setembro de 2017 com um amistoso entre o Frosinone e um time juvenil.